# Balut (singolo)
Balut è un brano della cantante statunitense Doja Cat, pubblicato il 15 settembre 2023 come terzo e ultimo singolo promozionale per anticipare il lancio del suo quarto album in studio Scarlet. Il brano è stato scritto da Doja Cat e prodotto da Yeti Beats, Kurtis McKenzie e Rogét Chahayed.

## Antefatti e descrizione
Il titolo Balut è stato rivelato per la prima volta nell'aprile 2023, quando Doja Cat ha condiviso una foto di una lavagna bianca mostrando gli avanzamenti della lista preliminare delle tracce per quello che poi sarebbe stato il suo quarto album in studio Scarlet. Durante una live Instagram del giugno 2023, la rapper ha condiviso un'anticipazione della canzone. Doja Cat ha annunciato la pubblicazione dell'album il 30 agosto, così come la lista delle tracce definitiva il 12 settembre, rivelando Balut come quindicesima traccia dell'album. In seguito Balut è stata pubblicata a sorpresa il 15 settembre come terzo e ultimo disco promozionale per anticipare l'album. Il brano è stato scritto da Doja Cat e prodotto da Yeti Beats, Kurtis McKenzie e Rogét Chahayed.

## Composizione e testo
Descritta come "sinuosa", "sensuale" e "rilassata", Balut è una canzone rap downtempo rap caratterizzata da un ritmo lo-fi ricco di bassi e di "svolazzi melodici e eterei" di pianoforte. La canzone è stata notata per essere ispirata dal genere del boom bap e dalla musica hip hop degli anni '90. Dal punto di vista dei testi, la canzone vede Doja vantarsi di sé stessa e del suo lavoro da un punto di vista "perspicace ma sicura", distinguendosi dai suoi coetanti. La cantante respinge anche voci e speculazioni, come l'utilizzo di droghe. Utilizza una struttura di rime complessa, oltre all'aggiunta di metafore e giochi di parole.
Mentre la parola balut è il nome di un piatto tipico filippino, consiste in un uovo di anatra o di gallina fecondato e bollito nel suo guscio poco prima della schiusa, quando l'embrione al suo interno è quasi completamente formato, Doja Cat che il nome in realtà "rappresenta un uccello che viene mangiato vivo". Doja Cat ha anche ricevuto reazioni negative da parte degli ascoltatori filippini perché il balut, in effetti, non viene mangiato quando l'uccello è vivo. L'apertura del brano campiona una citazione del wrestler americano Ric Flair: "Ricordati questo ragazza... nessuno di voi può essere il primo ma tu puoi essere il prossimo. Woo!". Il nome della canzone potrebbe anche derivare da un gioco di parole ottenuto con uno dei soprannomi di Ric Flair, ovvero "I Da! Ba-Loot!".

## Accoglienza
Balut ha ricevuto pareri generalmente favorevoli dalla critica contemporanea. Armon Sadler di Vibe ha scritto che Doja Cat "eccelle" e ha elogiato il suo "flow anni '90 pure e grintoso". Alexander Cole di HotNewHipHop ha apprezzato il rap di Doja Cat, scrivendo che questo prova come lei sia "incredibilmente talentuosa e versatile". Molti critici hanno paragonato Balut alle opere di artisti hip hop alternativi come The Alchemist o Griselda Records.